# Ludwig Pose

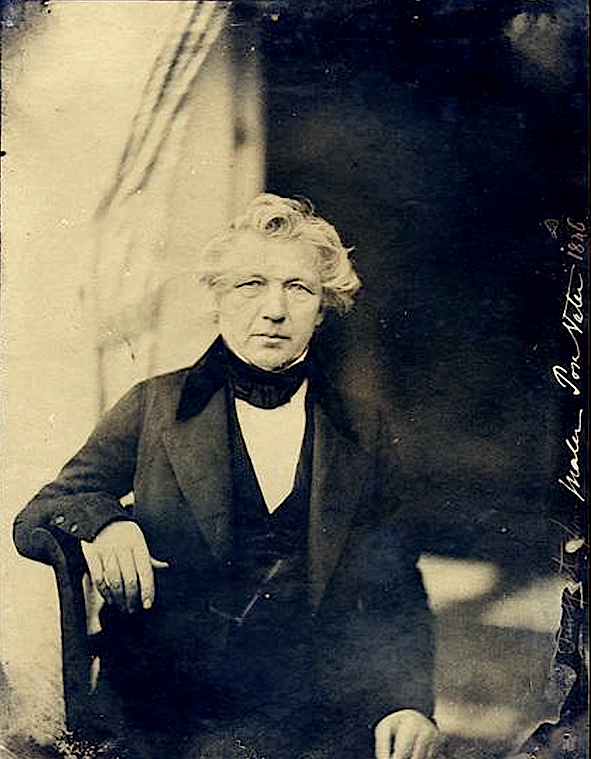
Ludwig Pose, 1848

Johannes Andreas Ludwig Pose (* 8. Dezember 1786 in Berlin; † 28. April 1877 in Frankfurt am Main) war ein deutscher Dekorationsmaler des Klassizismus.

## Leben
Pose, Sohn des aus Kotzen in der Mark Brandenburg stammenden Unteroffiziers Johann Ferdinand Pose und dessen Ehefrau Luise Dorothea, geborene Thiele, wuchs in Berlin auf. Er war das älteste Kind der kinderreichen Familie. Seine jüngeren Brüder waren der Major Ferdinand Pose (1791–1870), der Dekorationsmaler Friedrich Wilhelm Pose, der Berliner Kaufmann Wilhelm Pose, der Theaterrendant Eduard Pose (1803–1873) und der Hauptmann Julius Pose (1810–1867). Seine Schwestern Friederike und Luise blieben ledig und lebten bei dem Bruder Eduard in Potsdam.
Als Schüler zeigte Pose eine künstlerische Begabung, so dass er die Berliner Kunstakademie besuchen durfte, wo er sich unter Johann Wilhelm Meil zum Blumen- und Landschaftsmaler ausbildete. In den 1800er Jahren ging er nach Düsseldorf, damals Hauptstadt des Großherzogtums Berg. Dort begann er sich als Dekorationsmaler zu betätigen. Zu seinen Kunden zählten adelige und bürgerliche Familien in Düsseldorf, Düren, Krefeld, Elberfeld und Umgebung. Außerdem gründete er ein Geschäft für Farben-, Schreib- und Zeichenmaterialien, das in der Alleestraße mindestens bis 1833 bestand. 1808 oder 1809 heiratete Pose Barbara Gerhards (1788–1835). Sie gebar die Tochter Elise (1810–1894), später Ehefrau des Architekten Max Joseph Custodis, und den Sohn Eduard Wilhelm Pose, der ein bekannter Landschaftsmaler der Düsseldorfer Schule wurde.
Als Dekorationsmaler arbeitete Pose häufig mit dem Architekten Adolph von Vagedes zusammen. Seinen ersten Großauftrag erhielt er 1823, als er den Zuschauerraum des Theaters Aachen ausmalen sollte. Diese Arbeit beendete er 1824. Als sein Hauptwerk gilt die Ausmalung des Stadtschlosses Wiesbaden (1839–1842 und 1851), die die weitere Gestaltung und Ausstattung der Räume vorbestimmte, bei der er zu Rate gezogen wurde. Poses Meisterschaft entfaltete sich in hellen, leuchtenden Farben und in einer Vielfalt dekorativer Formen und Motive, insbesondere in Arabesken, Palmetten, Rosetten, Blumen, Blüten, Chimären, Schmetterlingen, Vögeln und anderen Kleintieren. Schüler von Pose waren außer seinem Sohn Eduard die Maler Ernst Willers und Julius Rollmann. 
1845 beschloss Pose, zu seinem Sohn Eduard und dessen Frau Pauline, geborene Klotz (1817–1867), nach Frankfurt am Main zu ziehen. Später ging er nach Wiesbaden, wo er 1860 in der Friedrichstraße wohnte. 1874 zog er wieder zu seinem Sohn Eduard nach Frankfurt am Main. Dort lebte er bis zu seinem Tod.

## Werke (Auswahl)

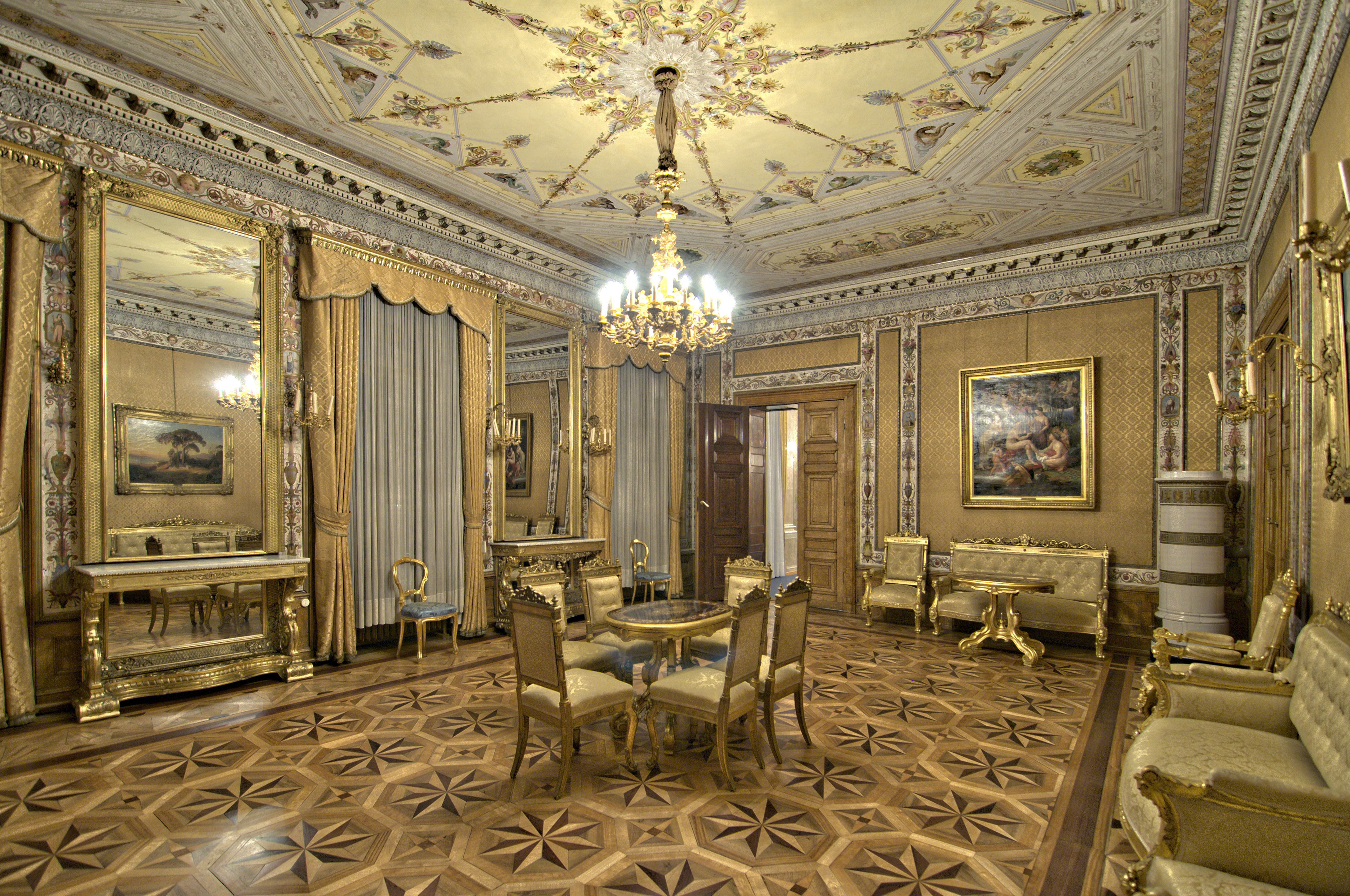
Gelber Salon im Stadtschloss Wiesbaden

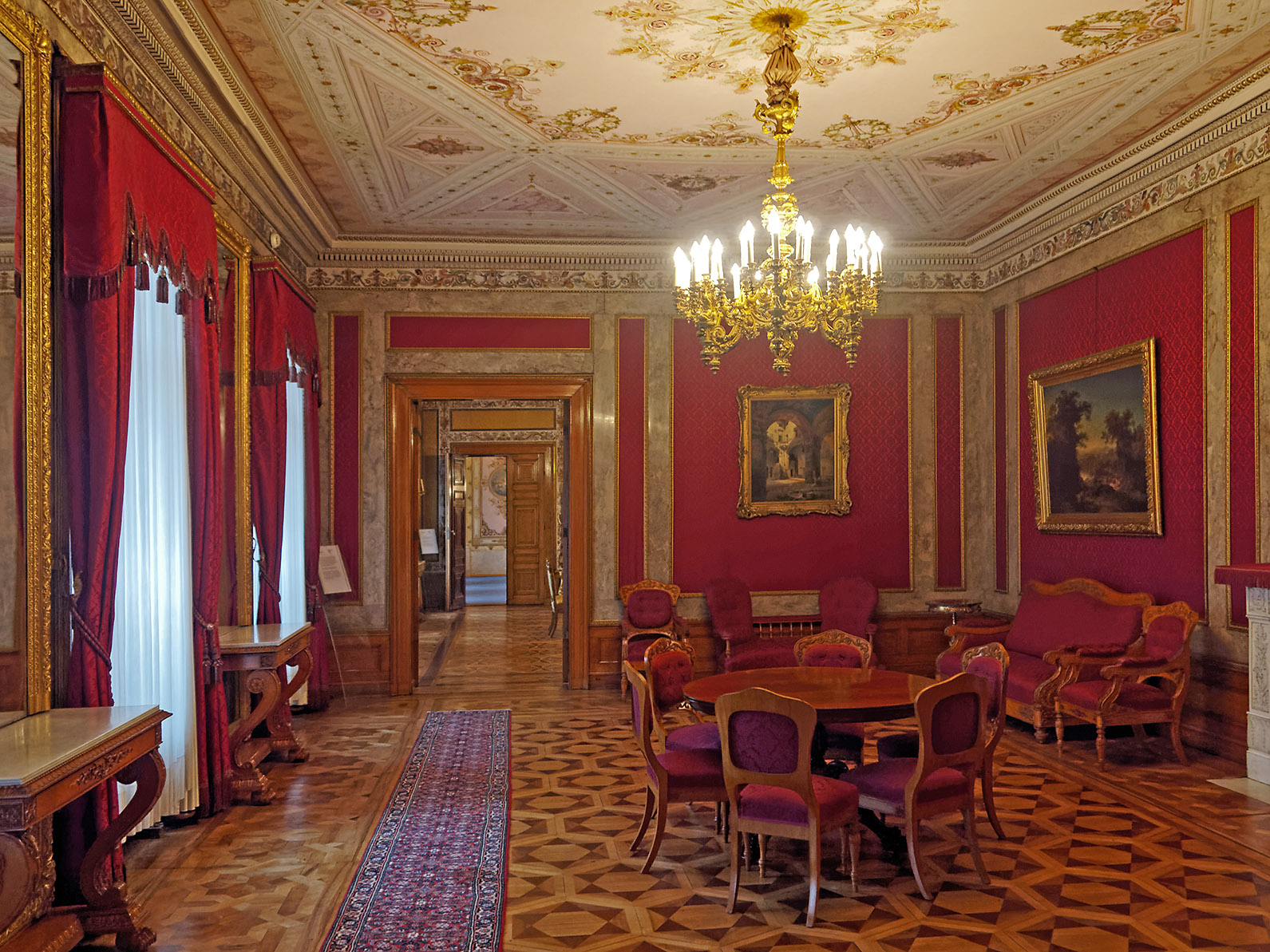
Roter Salon im Stadtschloss Wiesbaden

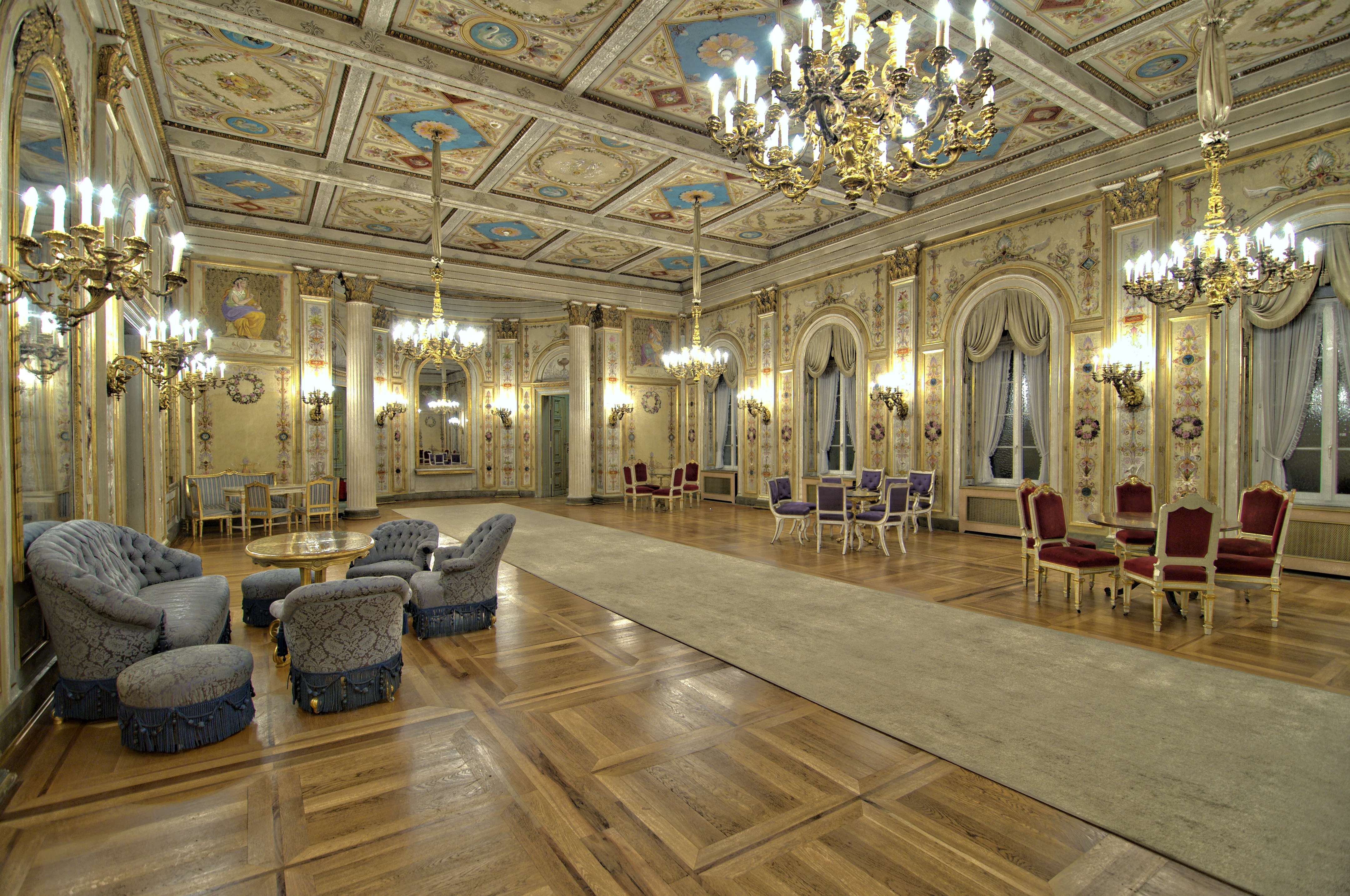
Konzertsaal im Stadtschloss Wiesbaden

- 1811: drei Säle in der Gemäldegalerie Düsseldorf, anlässlich des bevorstehenden Staatsbesuchs Napoleons I.
- 1813: Gartensaal im Herrenhaus Cromford bei Ratingen (Beteiligung)
- 1816: Braunes Zimmer in Schloss Kalkum bei Kaiserswerth
- 1823: Grünes Zimmer in Schloss Kalkum
- 1823/1824: Zuschauerraum des Theaters Aachen
- 1824/1825: Bühnenvorhang des Theaters Aachen
- 1827: Ausmalung der neuen Seitenflügel von Schloss Jägerhof in Düsseldorf für Prinz Friedrich von Preußen
- bis 1829: Ausmalung der Innenräume von Burg Rheinstein bei Trechtingshausen im neogotischen Stil für Prinz Friedrich von Preußen[1]
- frühestens ab 1831: neogotische Ausmalung des Rittersaals von Schloss Blankenburg im Harz für Herzog Wilhelm von Braunschweig
- frühestens ab 1832: Ausmalung von Wohnräumen der Kaufleute Balthasar, Jakob und Joseph Herbertz am Marktplatz von Uerdingen
- 1832/1833: Ausmalung von Zimmern auf Schloss Reinhardsbrunn bei Gotha für Herzog Ernst I. von Sachsen-Coburg und Gotha
- 1834: Ausmalung von Zimmern des Palais des Kurfürsten Wilhelm II. von Hessen-Kassel an der Zeil in Frankfurt am Main
- um 1835: Ausmalung von Zimmern im Jagdschloss Linn bei Krefeld für Johann Philipp de Greiff
- 1838/1839: Wohnräume im Haus von Carl von der Heydt in Elberfeld
- 1839: Dekorationsmalereien in Haus Sollbrüggen bei Krefeld für Peter de Greiff
- 1839–1842: Appartement der Herzogin, Buffetzimmer, Roter Salon, Gelber Salon, Tanzsaal, Flachkuppel des Speisesaals und Konzertsaal im Stadtschloss Wiesbaden für Herzog Adolph von Nassau
- 1851: erneute Ausmalung des Schlafzimmers der Herzogin im Stadtschloss Wiesbaden